# Cry-Baby
Cry-Baby (bra: Cry-Baby; prt: Quem Não Chora Não... Ama) é um filme estadunidense de 1990, do gênero comédia dramático-romântico-musical, escrito e dirigido por John Waters.
Patty Hearst, que fora sequestrada em 1974 e acabou aderindo ao grupo que a sequestrou, faz uma ponta neste filme, além da atriz ex-pornô Tracy Lords e de Willem Dafoe, em início de carreira.

## Sinopse
Wade "Cry-Baby" Walker é um bad boy líder de um grupo musical que vive em Baltimore no ano de 1954. Ele se apaixona por Allison Vernon-Williams, uma jovem órfã rica criada pela avó, Sra. Vernon-Williams, que o considera um delinquente juvenil e não quer vê-lo junto da neta. Além disto, Baldwin, o namorado de Allison, é líder dos "quadrados" (grupo do qual a garota faz parte) e entra em guerra contra a gangue de Wade, acabando por fazer Cry-Baby ser sentenciado à prisão.

## Elenco
- Johnny Depp.... Wade "Cry-Baby" Walker
- Amy Locane.... Allison Vernon-Williams
- Susan Tyrrell.... Ramona
- Polly Bergen.... sra. Vernon-Williams
- Iggy Pop.... Belvedere
- Ricki Lake.... Pepper
- Traci Lords.... Wanda
- Kim McGuire.... Hatchet-Face
- Darren E. Burrows.... Milton
- Stephen Mailer.... Baldwin
- Kim Webb.... Lenora
- Patty Hearst.... mãe de Wanda
- Willem Dafoe.... guarda da penitenciária
- Troy Donahue...Sr. Malnorowski
- Mink Stole... Sra. Malnorowski

## Músicas
A trilha sonora do filme explora estilos da década de 1950: rock and roll, rockabilly
e doo Wop.

### Cantadas pelos personagens
- "Sh-Boom" - Baldwin os Caretas
- "A Teenage Prayer" - Allison
- "Chicken" - Baldwin e the Whiffles (só na versão para a TV a cabo estadunidense)
- "King Cry-Baby" - Cry-Baby, Allison, Hatchet-Face, Milton, Pepper e Wanda
- "Teardrops Are Falling" - Cry-Baby e os Prisioneiros
- "The Naughty Lady from Shady Lane" - Baldwin e the Whiffles (só no DVD da versão do diretor e TV a cabo estadunidense)
- "Doin' Time for Bein' Young" (J. D. Souther, Waddy Wachtel) - Cry-Baby e Prisioneiros
- "Mr. Sandman" - Baldwin e os Caretas
- "Please, Mr. Jailer" - Allison, Cry-Baby e os Farrapos
- "High School Hellcats" - Cry-Baby, Allison e os Farrapos

### Cantadas por outros artistas
- "Cry-Baby" - The Honey Sisters
- "Nosey Joe" - Bull Moose Jackson
- "Bad Boy" - The Jive Bombers
- "The Flirt" - Shirley and Lee
- "I'm So Young" - The Students
- "(My Heart Goes) Piddily Patter, Patter" - Nappy Brown
- "I'm a Bad, Bad Girl" - Little Esther
- "Jungle Drums" - Earl Bostic
- "Cherry" - The Jive Bombers
- "Rubber Biscuit" - The Chips